# Suicide (wrestler)
Suicide – fikcyjna postać wymyślona na potrzeby gry komputerowej TNA Impact! wydanej w 2008, a także gimmick zamaskowanego zawodnika w wrestlingu odgrywany przez wielu wrestlerów w federacji Total Nonstop Action Wrestling (a obecnie Impact Wrestling). Jako pierwszy postać odgrywał Frankie Kazarian, a następnie Christopher Daniels, który pod gimmickiem tej postaci sięgnął po mistrzostwo TNA X Division Championship. Przez kilka miesięcy w 2010 Suicide’em był japoński wrestler Kiyoshi. W październiku 2010 gimmick został porzucony – dopiero w styczniu 2011 Suicide powrócił odgrywany przez Christophera Danielsa, który wcielał się w tę postać do kwietnia 2011. W maju 2013 powrócił do telewizji odgrywany przez T.J. Perkinsa oraz Austina Ariesa.
Suicide został ujawniony jako Perkins, który twierdził, że Aries skradł jego kostium i tożsamość w odcinku Impact Wrestling z 30 czerwca 2013. Pseudonim ringowy Perkinsa został zmieniony na Manik, który występował w nieco zmienionej wersji kostiumu Suicide’a z nowym motywem muzycznym. Perkins pozostaje jedynym zawodnikiem, który walczył w ringu pod postacią Manika. W lipcu 2016 Suicide powrócił podczas gali TNA One Night Only X-Travaganza 2016, a odegrał go Jonathan Gresham. Od marca 2017 w postać wcielał się Caleb Konley.

## Kariera postaci

### Fabuła gry komputerowej TNA Impact! (2008)
Po raz pierwszy debiutował jako fikcyjna postać – oryginalny bohater gry komputerowej o tematyce wrestlingu – TNA Impact! zaprojektowany przez wytwórnię Midway Games. Głosu w grze użyczył mu Low Ki, który również wystąpił jako aktor w motion capture dla tej postaci.
W grze komputerowej Suicide jest wrestlerem, który awansuje w szeregach federacji Total Nonstop Action Wrestling (TNA), kiedy przed jego walką o tytuł TNA World Heavyweight Championship zostaje zaczepiony przez stajnię The Latin American Xchange (LAX), którzy usiłują go zmusić do oddania walki, a tym samym porażki w walce o mistrzostwo. Na przekór LAX, Suicide wygrywa walkę zdobywając tytuł mistrzowski po czym następnie zostaje dotkliwie pobity przez LAX i pozostawiony na śmierć w Meksyku. W dalszej części rozgrywki zostaje odnaleziony przez lekarzy ale cierpi na amnezję. Lekarze pomagają zawodnikowi w jego powrocie do zdrowia, oferując również bezpłatną operację plastyczną – pozwala to graczowi stworzyć własny wygląd Suicide’a, ustanawiając w ten sposób jego nową tożsamość. W kolejnej części rozgrywki Suicide (pod nową tożsamością) odkrywa, że ma talent do wrestlingu.
Po sukcesie w Meksyku i występach w amerykańskiej bazie wojskowej, Kevin Nash rekrutuje Suicide’a do federacji TNA. Po zwycięstwie w X Division, a także dywizji tag teamów, w której gracz (Suicide) tworzy drużynę o nazwie Salty Biscuits z Erickiem Youngiem, LAX uprowadzają Younga i wymuszają na Suicide zdobycie TNA World Heavyweight Championship od Kurta Angle’a, a następnie przegranie tytułu na rzecz Jeffa Jarretta. Po zwycięstwie nad Kurtem Angle i zdobyciu mistrzostwa Suicide odzyskuje pamięć, przypominając sobie że został zaatakowany przez Jarretta. Następnie Nash i Samoa Joe odbijają Younga z rąk LAX, a Suicide wygrywa walkę z Jeffem Jarrettem o tytuł TNA World Heavyweight Championship.

### Występy postaci we wrestlingu

#### Debiut postaci w telewizji i mistrz X Division (2008–2011)
Suicide zadebiutował po raz pierwszy w telewizji podczas gali Final Resolution (2008) w grudniu 2008 zjeżdżając po linie do ringu i atakując tag team The Motor City Machine Guns (Chris Sabin i Alex Shelley). Na gali Destination X (2009) w marcu 2009 Suicide, w którego wcielił się Christopher Daniels (zastępujący kontuzjowanego Frankiego Kazariana) zdobył pierwsze mistrzostwo – TNA X Division Championship w Ultimate X matchu pokonując Alexa Shelleya (c), Chrisa Sabina, Consequences Creeda i Jaya Lethala. Następnie w maju 2009 po kilku tygodniach oskarżania Danielsa o występowanie w gimmicku Suicide’a, tag teamy The Motor City Machine Guns i Lethal Consequences (Jay Lethal i Consequences Creed) próbowali ściągnąć maskę Suicide’owi jednak Daniels interweniując zapobiegł ujawnieniu tożsamości Sucide’a. Na gali Sacrifice (2009) Daniels i Suicide zmierzyli się walce o TNA X Division Championship, która zakończyła się remisem. W czerwcu 2009 na gali Slammiversary (2009) obronił tytuł w King of the Mountain matchu przeciwko Shelleyowi, Sabinowi, Lethalowi i Creedowi.
W połowie lipca 2009 Suicide stracił tytuł mistrzowski na rzecz Homicide’a, który zainkasował walizkę Feast or Fired, a następnie gimmick Suicide’a został wycofany z telewizji na kilka tygodni. W połowie sierpnia 2009 powrócił rozpoczynając rywalizację z D’Angelo Dinero, który trwał do grudnia 2009. Od czerwca 2010 w postać Suicide’a wcielał się Kiyoshi, który postać tę prowadził do października 2010. Następnie od stycznia 2011 do maja 2011 w postać ponownie odgrywał Christopher Daniels. Po raz ostatni pojawił się na gali Destination X (2011) w lipcu 2011 podczas segmentu z Erickiem Youngiem na zapleczu.

#### Zmiana gimmicku i The Revolution (2013–2016)
Po niemalże dwóch latach gimmick Suicide’a powrócił do telewizji w dniu 23 maja 2013 w odcinku Impact Wrestling (pokonując Joeya Ryana i Peteya Williamsa i zdobywając szansę na walkę o tytuł TNA X Division Championship), a odegrał go T.J. Perkins. Na gali Slammiversary XI Suicide (T.J. Perkins) wystąpił w Ultimate X matchu o TNA X Division Championship przeciwko Chrisowi Sabinowi i Kenny’emu Kingowi jednak nie zdołał zdobyć mistrzostwa. W dniu 27 czerwca 2013 na odcinku Impact Wrestling Perkins został ujawniony jako Suicide w storyline, gdzie Austin Aries wykorzystał jego kostium do zdobycia tytułu TNA X Division Championship.
W dniu 4 lipca 2013 podczas odcinka Impact Wrestling Perkins zaczął używać nowego imienia ringowego o nazwie Manik przy czym nosił nieco zmodyfikowany kostium Suicide’a. Później Manik uczestniczył w walce triple-threat match o mistrzostwo TNA X Division Championship przeciwko Sabinowi i Ariesowi jednak nie udało mu się sięgnąć po mistrzostwo. W dniu 25 lipca 2013 Manik wygrał zwakowane przez Chrisa Sabina X Division Championship pokonując Grega Marasciuolo i Sonjaya Dutta w three-way Ultimate X matchu. Następnie 26 września 2013 na odcinku Impact Wrestling Manik obronił tytuł w starciu z Chrisem Sabinem, tracąc go na gali Bound for Glory (2013) na rzecz Sabina w five-way Ultimate X matchu.
Na początku września 2014 Manik został uprowadzony przez Jamesa Storma i Sanadę, a w następnym tygodniu został wprowadzony do nowej stajni o nazwie The Revolution, która rozpoczęła feud z Samoa Joe i Homicidem – kilka tygodni później, wstępując w szeregi The Revolution, Manik przybrał nowy niebieski kostium i srebrno-niebieską maskę. Nieco ponad rok później – we wrześniu 2015 podczas odcinka Impact Wrestling Manik opuścił The Revolution ujawniając swoją twarz poprzez ściągnięcie maski. W styczniu 2016 T.J. Perkins został zwolniony z TNA przez co w następstwie gimmick Manika został porzucony. W lipcu 2016 gimmick Suicide’a powrócił do telewizji podczas gali TNA One Night Only X-Travaganza 2016, a postać odegrał Jonathan Gresham.

#### Powrót oraz dalsze występy (2017–nadal)
Po raz kolejny powrócił 16 marca 2017 w odcinku Impact Wrestling odgrywany przez Caleba Konleya w fatal-four way matchu o Impact X Division Championship. Konley odgrywał postać przez kolejne dwa lata do marca 2019 kiedy odszedł z Impact Wrestling. Do telewizji ponownie powrócił pod koniec marca 2020 atakując Moose’a. W dniu 31 marca 2020 na specjalnej gali TNA Wrestling, T.J. Perkins powrócił jako Manik w tag teamie z Suicide’em przeciwko Johnny’emu Swingerowi i Kidowi Kashowi. W styczniu 2021 Manik i Suicide zawalczyli w tag teamie przeciwko Chrisowi Beyowi i Rohitowi Raju.

### Wrestlerzy wcielający się w postać Suicide’a
- Low Ki – użyczył głosu postaci oraz wystąpił jako aktor w motion capture w TNA Impact! (2008)
- Frankie Kazarian (2008–2010)
- Christopher Daniels (2009)
- Kiyoshi (2010)
- T.J. Perkins/TJP (2013–2016; 2020–2021)
- Jonathan Gresham (2016)
- Caleb Konley (2017–obecnie)
- Zachary Wentz (2020)

Oprócz wyżej ww. zawodników postać Suicide’a była odgrywana okazjonalnie również przez innych wrestlerów. Pod koniec czerwca 2013 kostium Suicide’a skradł Austin Aries. W lipcu 2020 Johnny Swinger przebrany za Suicide’a wyzwał Williego Macka o tytuł TNA X Division Championship jednak przegrał pojedynek – ta wersja Suicide’a nazywana była pejoratywnym określeniem Swinger-Cide. W listopadzie 2020 Crazzy Steve w masce Suicide’a pokonał Rohita Raju w zakładzie Defeat Rohit Challenge.

### Tytuły i osiągnięcia
- Total Nonstop Action Wrestling
  - TNA X Division Championship (3 razy) – Daniels/Kazarian (1 raz) oraz TJ Perkins/TJP (2 razy[16])
  - TNA X Division Championship Tournament (2013)
  - X Division King of the Mountain (2009)